# Jean Michaël Durhône
Jean Michaël Durhône (* 5. Juni 1973 in Vacoas-Phoenix) ist ein mauritischer römisch-katholischer Geistlicher und Bischof von Port-Louis.

## Leben
Jean Michaël Durhône besuchte von 1979 bis 1984 die École Notre Dame de la Visitation in Vacoas und von 1985 bis 1992 das Collège Saint-Joseph in Curepipe. Von 1993 bis 1995 absolvierte Durhône ein Studium am Institut de Pédagogie de l’île Maurice und unterrichtete anschließend von 1995 bis 1997 an der École Notre Dame de la Visitation in Vacoas. Daneben belegte er von 1993 bis 1997 Kurse am Zentrum für Berufungspastoral des Bistums Port-Louis. Von 1998 bis 2005 studierte Durhône Philosophie und Katholische Theologie am interdiözesanen Priesterseminar Saint Jean in Nantes in Frankreich. Dort erlangte er 2004 ein Lizenziat im Fach Katholische Theologie. Er wurde am 20. Juni 2004 in der Kathedrale von Nantes zum Diakon geweiht und empfing am 7. August 2005 in Vacoas das Sakrament der Priesterweihe für das Bistum Port-Louis.
Durhône war zunächst als Pfarrvikar an der Kathedrale von Port Louis und ab 2006 zusätzlich als Diözesanseelsorger der Christlichen Arbeiterjugend tätig. 2010 wurde er für weiterführende Studien nach Belgien entsandt, wo er 2012 am Centre International de Formation en Catéchèse et Pastorale „Lumen Vitae“ in Brüssel ein Diplom in Katechetik und Pastoraltheologie erwarb. Nach der Rückkehr in seine Heimat wurde Durhône Pfarrvikar der Pfarrei Sainte-Hélène in Curepipe. 2015 wirkte er kurzzeitig als Pfarrer der Pfarrei Notre Dame de la Visitation in Vacoas, bevor er im selben Jahr Pfarrvikar der Pfarreien Saint-Sauveur in Bambous und Saint-Cœur-de-Marie in Petite Rivière wurde. Ab März 2022 war Durhône Pfarrer der Pfarreien Notre-Dame-du-Refuge in New Grove und Sainte-Famille in Rose Belle.
Neben seiner Tätigkeit in der Pfarrseelsorge war Durhône von 2012 bis 2014 verantwortlich für die Berufungspastoral im Bistum Port-Louis. Von 2014 bis 2016 koordinierte er die Umsetzung des diözesanen Katecheseprojekts Kleopas. Als bischöflicher Delegat war Durhône ab 2016 für die Katechese und den Katechumenat im Bistum Port-Louis zuständig sowie ab 2020 zudem für die Berufungs- und Jugendpastoral. Außerdem wirkte er ab 2013 als Seelsorger am St. Mary’s College in Rose Hill und am St. Mary’s West College in Petite Rivière sowie ab 2012 als Diözesanseelsorger für die Ministranten und ab 2018 erneut als Diözesanseelsorger der Christlichen Arbeiterjugend. Ferner leitete er ab 2020 die Kirchenzeitung La Vie Catholique. Darüber hinaus fungierte Durhône ab 2020 als Generalsekretär der Bischofskonferenz des Indischen Ozeans (CEDOI).
Am 19. Mai 2023 ernannte ihn Papst Franziskus zum Bischof von Port-Louis. Der emeritierte Bischof von Port-Louis, Maurice Kardinal Piat CSSp, spendete ihm am 20. August desselben Jahres im Stadion Marie Reine de la Paix in Port Louis die Bischofsweihe; Mitkonsekratoren waren der Apostolische Nuntius auf Mauritius, Erzbischof Tomasz Grysa, und der Bischof von Port Victoria, Alain Harel.